# Коэн-Каган, Рахель
Рахель Коэн-Каган (урождённая Рахиль Янкелевна Любарская; 19 февраля 1888, Одесса, Российская империя— 15 октября 1982, Иерусалим, Израиль) — израильский политик и деятель сионистского движения, одна из двух женщин, подписавших Декларацию независимости Израиля.

## Биография
Родилась в Одессе в семье известного в городе присяжного поверенного Якова (Янкеля Иосифовича) Любарского и Марьям (Марии Моисеевны) Бернштейн, проживавших в доме Шляйна на Пушкинской улице. Окончила гимназию, училась на Высших женских курсах в Одессе, затем в Санкт-Петербурге; специализировалась в математике. В 1913 году вышла замуж за врача Ноя Моисеевича Кагана (уроженца Риги, 1885—?), выпускника Бреславльского университета, который в следующем году уехал с сестрой и матерью в Палестину. Рахиль с ребёнком оставались в Одессе до 1919 года.
В 1919 году на корабле «Руслан» прибыла в Хайфу. Участница Международной женской сионистской организации (WIZO), один из руководителей WIZO в Эрец-Исраэль, в 1938 году избрана главой WIZO.
В 1932 году была назначена председателем Комитета по социальной помощи при муниципальном комитете Хайфы, и находилась на этом посту до 1946 года. В 1946 году назначена директором социального департамента Еврейского национального совета. Член Моэцет Га-Ам от WIZO, в 1948 году подписала Декларацию Независимости Израиля и была второй женщиной среди подписавших (еще Декларацию подписала Голда Меир).
На первых выборах в Кнессет WIZO получила 1,2 % голосов и одно место, которое заняла Р. Коэн-Каган. Позднее, она присоединилась к Либеральной партии и стала депутатом парламента от этой партии в 1961 году.

## Семья
Р. Коэн-Каган имела двух детей.
Сестра её мужа — израильский педиатр и организатор здравоохранения Елена Моисеевна Каган (1889, Ташкент — 1978, Иерусалим), лауреат Премии Израиля (1975), жена венгерского и израильского скрипача Эмиля Хаузера.